# Redea (okręg Aluta)
Redea – wieś w Rumunii, w okręgu Aluta, w gminie Redea. W 2011 roku liczyła 2180 mieszkańców.